# Children Galore
Pour plus de détails, voir Fiche technique et Distribution.
Children Galore est un film britannique réalisé par Terence Fisher, sorti en 1955.

## Synopsis
Une compétition s'engage dans le village après qu'un lord ait promis un cottage au couple ayant le plus de petits-enfants.

## Fiche technique
- Titre original : Children Galore
- Réalisation : Terence Fisher
- Scénario : John et Emery Bonett, Peter Plaskett
- Direction artistique : John Elphick
- Photographie : Jonah Jones
- Son : Sid Squires
- Montage : Inman Hunter (en)
- Production : Henry Passmore
- Société de production : Grendon Films
- Société de distribution : General Film Distributors
- Pays d'origine :  Royaume-Uni
- Langue originale : anglais
- Format : Noir et blanc — 35 mm — 1,37:1 — son mono
- Genre : Comédie
- Durée : 60 minutes
- Dates de sortie : Royaume-Uni : février 1955

## Distribution
- Eddie Byrne : Zacky Jones
- Marjorie Rhodes : Ada Jones
- June Thorburn (en) : Milly Ark
- Richard Leech : Harry Bunnion
- Betty Ann Davies : Mme Ark
- Jack McNaughton : Pat Ark
- Peter Evan Thomas : Lord Redscarfe
- Lucy Griffiths : Mle Prescott
- Henry Caine : Bert Bunnion
- Violet Gould : Mme Bunnion
- Marjorie Hume : Lady Redscarfe
- Olive Milbourn : Mle Finch
- Grace Arnold : Mme Gedge
- Anna Turner : Louise
- John Peters : le plombier
- Jack Hartman : un camarade
- John Lothar : le facteur